# Linia sukcesji do tronu holenderskiego
Pierwotnie koronę dziedziczyli mężczyźni, kobiety mogły dziedziczyć dopiero po braciach monarchy (do 1877). Pierwszą kobietą na tronie była Wilhelmina (1890-1948). W 1922 roku wprowadzono limit dziedziczenia korony do 3 stopnia pokrewieństwa względem monarchy. Od 1983 roku obowiązuje primogenitura starszeństwa. W razie braku następcy Stany Generalne wyznaczają nowego panującego. Członek rodziny królewskiej przed zmianą stanu cywilnego musi otrzymać zgodę od parlamentu, w przeciwnym razie zostanie pozbawiony praw do tronu razem z potomkami.

## Linia Sukcesji
Poniższa lista uwzględnia wyłącznie osoby, które w obecnej sytuacji mogłyby odziedziczyć tron. Ze względu na stosowaną od 1922 roku zasadę bliskości krwi, ograniczającą możliwość dziedziczenia do 3 stopni pokrewieństwa względem obecnego monarchy, wszyscy czterej synowie księżniczki Margriet są wyłączeni z linii sukcesji.
1. Katarzyna-Amalia (2003) (córka Wilhelma Aleksandra)
2. Aleksja (2005) (córka Wilhelma Aleksandra)
3. Ariane (2007) (córka Wilhelma Aleksandra)
4. Konstantyn (1969) (brat Wilhelma Aleksandra)
5. Eloise (2002) (bratanica Wilhelma Aleksandra)
6. Claus Casimir (2004) (bratanek Wilhelma Aleksandra)
7. Leonore (2006) (bratanica Wilhelma Aleksandra)
8. Margriet (1943) (ciotka Wilhelma Aleksandra)

### Drzewo Genealogiczne
- Królowa Juliana (1909–2004)
  -  Królowa Beatrycze (ur. 1938)
    -  Król Wilhelm Aleksander (ur. 1967)
      - (1) Katarzyna Amalia, księżna Oranii (ur. 2003)[3]
      - (2) Księżniczka Alexia (ur. 2005)[4]
      - (3) Księżniczka Ariane (ur. 2007)[5]

    - (4) Książę Konstantyn (ur. 1969)
      - (5) Księżniczka Eloise (ur. 2002)
      - (6) Książę Claus Kazimierz (ur. 2004)
      - (7) Księżniczka Leonor (ur. 2006)

  - (8) Księżniczka Margriet (b. 1943)